# MediaFire
MediaFire（メディアファイア）は、アメリカ合衆国テキサス州シェナンドーに本社を置くMediaFire, LLCが運営するオンラインストレージである。Derek LabianとTom Langridgeによって2006年6月に設立された同社は、Microsoft Windows、macOS、Linux、Android、iOS、BlackBerry 10、ウェブブラウザ向けにサービスを提供している。 活動している登録ユーザー数は4300万人で、2012年に13億人のユーザーがサイトにアクセスした。

## ストレージ
2012年6月現在、MediaFireの特徴は最大50GBのストレージを持っている点である。無料で10GBから利用可能だが、モバイル版やデスクトップのアプリケーションソフトウェアのインストール、FacebookやTwitterでの共有等、様々な活動を行うと最大で40GB増加する。
2014年4月、Google ドライブからの値下げに対応してプロフェッショナルストレージプランを100GBから1TBに増量し、月額料金を2.50アメリカ合衆国ドルに引き下げた。
ビジネスアカウントのストレージは全てのサブアカウントで共有される為、1つの企業で複数のユーザーを単一の請求書で管理する事が出来る。MediaFireは無料のデータウェアハウスとしての利用、活動していないアカウントの長期保存を公式にはサポートしていない。

## クライアント

### モバイル
Appceleratorのフレームワークを基に、iOSのクライアントを2012年7月に、Androidのクライアントを2013年1月にリリースした。それぞれが2014年にネイティブ版にアップデートされている。モバイルアプリではデバイス上で撮影した写真やビデオの取り込み、MediaFireアカウントのコンテンツへの遠隔アクセスが可能。

### デスクトップ
2013年11月にリリースされたデスクトップクライアントは、macOSとMicrosoft Windowsで利用可能で、任意のMediaFireアカウントでのファイル同期を実現している。加えて、ファイル共有、通知、スクリーンショット、選択型同期等の機能がある。デスクトップクライアントソフトウェアを利用するにはWindows XP、Windows Vista、Windows 7、Windows 8、又はMac OS X Lion以上のパソコンで、1GB以上のRAMと600MB以上のディスク容量が必要である。デスクトップアプリは2016年7月30日を以てサポートが終了する。この日以降はデスクトップパソコンではウェブ版のみ利用可能となった。

## ファイル共有
パブリックとプライベートの両方のファイル共有がサポートされている。プライベートなファイル共有は、ユーザーが他のユーザー又はユーザーのグループに直接共有する物で、連絡先や電子メールを取り込む事で行われる。アカウントの所有者は、ユーザー毎に読み取りまたは書き込みの権限を制御出来る。パブリックな共有はユーザーが公開されているリンクを受け取る事で成り立っており、そのリンクを持っている人は誰でもファイルをダウンロード出来る。パブリックリンクは常に読み取り専用である。MediaFireは1回限り有効なワンタイムURLでの共有にも対応している。
2013年には、オンラインファイルビューアを通してオーディオとビデオ両方のストリーミングのサポートを開始。
MediaFireはWebベースのファイルビューアで以下の様々なファイル形式をサポートしている。
- 画像ファイル (.jpeg, .png, .gif, .tiff, .bmp)
- 動画ファイル (.webm, .mp4, .mov, .avi, .mpeg, .wmv, .flv, .3gp, .ogg, .vob)
- テキストファイル (.txt)
- マークアップ言語/プログラミング言語 (.css, .html, .php, .c, .cpp, .h, .hpp, .js, .java, .pl)
- Microsoft Word (.doc, .docx)
- Microsoft Excel (.xls, .xlsx)
- Microsoft PowerPoint (.ppt, .pptx)
- Portable Document Format (.pdf)